# Ponte sul Basento
Il viadotto dell'industria sul fiume Basento, conosciuto anche come ponte sul Basento o ponte Musmeci, costituisce la connessione stradale tra l'uscita "Potenza Centro" sul raccordo autostradale Sicignano-Potenza e le principali vie di accesso nella zona sud di Potenza. Attraversa il fiume Basento, due linee ferroviarie (Battipaglia-Potenza-Metaponto e Altamura-Avigliano-Potenza) e tre strade principali della città, via della Fisica, viale Guglielmo Marconi e viale del Basento, congiungendosi con via Nicola Vaccaro nel tratto terminale.
Progettato dall'ingegnere italiano Sergio Musmeci a partire dal 1967,  venne realizzato tra il 1971 e il 1976, concretizzando le teorie sul minimo strutturale del progettista, secondo cui “bisognava arrivare a delineare con una formula matematica una sola soluzione di natura statica per avere la certezza del migliore impiego, cioè il minimo peso, di una data struttura. Diversi studi hanno condotto un'analisi e una discussione approfondite sulla forma strutturale del viadotto dell'industria sul fiume Basento.
L’opera “d’arte infrastrutturale”, può considerarsi tra le più rappresentative della cultura architettonica del XX secolo, in grado di anticipare temi e linguaggi della contemporaneità. Struttura complessa, organica, dalle forme inedite, realizza l’armonia tra ingegneria e architettura; la sua modernità fu commentata, in riferimento al suo progettista, da Bruno Zevi sull'Espresso nell'articolo: “Che artista, ha fatto un ponte!”. Per il celebre architetto e urbanista, il ponte Musmeci rappresenta l’esito di un “approccio creativo, che estrae dalla struttura le sue capacità espressive, fornendo un'informazione completa, limpida e affascinante delle funzioni cui risponde". Di seguito si riporta una citazione di Luigi Spinelli:
(Luigi Spinelli)

## Caratteristiche tecniche
La particolarità della struttura è quella di essere costituita da una membrana unica di cemento armato con uno spessore uniforme di 30 cm, modellata a formare quattro arcate contigue, caratterizzate ognuna da un interasse di 69,20 metri e una luce libera di 58,80 metri tra gli appoggi.
La lastra unica di cemento viene sia tirata e deformata, per creare delle specie di dita che sorreggono l'impalcato che ospita la carreggiata stradale, sia ripiegata su se stessa per creare un quadrato di 4 archi di 10,38 metri di lato che sorreggono l'intero peso della struttura.
“Il Ponte è costituito da un impalcato a cassone sostenuto ogni 17,30 m da una sottostante volta che può essere considerata equivalente a quattro archi continui con interasse di 17,30 x 4 = 69,20 m e luce libera tra gli appoggi di 58,80 m. La continuità dell’impalcato è interrotta da giunti con appoggio a seggiola allo scopo di assorbire le deformazioni di origine termica; si formano così delle travi semplicemente appoggiate con una luce di 10,38 m sostenute da mensole di 3,46 m appartenenti a travi continue su 4 appoggi e tre luci di 17,30 m. 
"Data la sua forma, non si è ravvisata la necessità di interrompere in alcun modo la continuità della volta".
L’impalcato, largo 16 metri, presenta una sezione trasversale, con la soletta superiore di 16 cm e quella inferiore di 14 cm e con un'altezza massima di 1,30 m. È sostenuto, in punti arretrati di 2 metri rispetto al bordo, dagli archi rigirati verso l'alto del guscio.

## La genesi del ponte
Il viadotto sul Basento nacque dall’esigenza di sostenere con la viabilità la crescita del tessuto produttivo del capoluogo lucano, che dall’originaria fisionomia rurale, con la crescita del settore terziario, stava assumendo i caratteri di un polo industriale. Il Consorzio per lo Sviluppo Industriale, sotto la presidenza del commendator Gino Viggiani, si fece dunque promotore della costruzione di un ponte in grado di connettere tra loro il nucleo urbano di Potenza e la nuova superstrada Basentana (S.S. 407) in corso di costruzione, ubicati rispettivamente su lati opposti rispetto alla barriera rappresentata dalla ferrovia e dal fiume Basento.
Il viadotto avrebbe inoltre potenziato l’accessibilità all’area industriale, negli anni Sessanta sviluppatasi lungo il fiume, superando disagi e rallentamenti al traffico causati dalla presenza della ferrovia e del passaggio a livello. 
Si trattava anche di intervenire sul territorio dando risalto ad uno degli accessi alla città, incidendo sulla qualità dell’ambiente urbano e adottando per la struttura del viadotto una soluzione nuova, senza precedenti in Italia e all’estero, una struttura importante non solo sotto il profilo funzionale, ma significativo dal punto di vista architettonico, strutturale e dell'inserimento ambientale.

## Progettazione

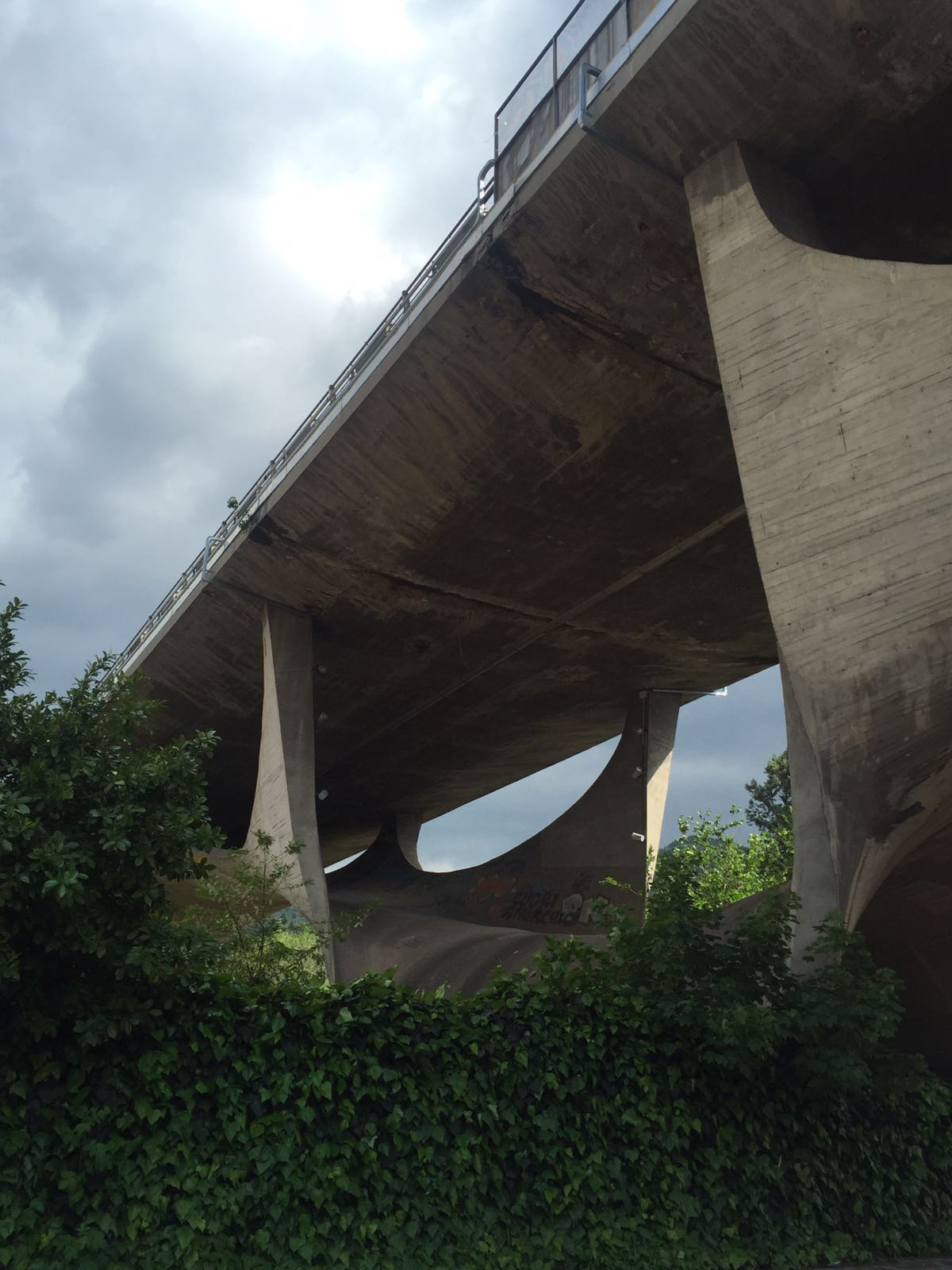
Particolare del ponte

La complessa progettazione è stata svolta in più fasi, che hanno permesso di svolgere i calcoli statici. 
Cominciata nel 1967 e affidata inizialmente ad un team composto anche da Aldo Livadiotti ed Emanuele Radogna, fu poi portata avanti, insieme alla realizzazione dell’opera, dall’ingegnere romano Sergio Musmeci. Dopo gli studi per un cavalcavia sull’autostrada del Sole (1950), per i ponti sull’Astico (1956) e di Tor di Quinto a Roma (1959), Musmeci adoperò per quest’opera un nuovo metodo progettuale, fondato sulla sperimentazione, indotta non soltanto dalla ricerca dell’essenzialità ma dalla volontà di concretizzare con una struttura continua nello spazio le linee di forza invisibili.
Il ponte sul Basento rappresenta dunque il punto focale della ricerca di Musmeci sulle membrane sottili, nata negli anni trenta dall’opera di Félix Candela e Eduardo Torroja.
Lo studio richiese calcoli speciali e prove su modelli delle strutture. "Si è cercato di spingere la logica strutturale e l’affidamento dello studio degli equilibri statici fino al punto di produrre attraverso questi una forma, che unisse alla naturale aderenza alla sua funzione una forte carica espressiva".
Si trattava, per l'ingegnere romano, di rovesciare il problema strutturale per come era stato impostato storicamente dalla Scienza delle costruzioni, "concepita come l'insieme di tutte le teorie e metodi di calcolo che consentono la verifica di strutture già progettate" e che lasciava fuori "la fase creativa della forma strutturale". Era dunque necessario "sviluppare una vera e propria teoria delle forme, interamente basata sulle enormi potenzialità di trattamento delle informazioni offerte dai calcolatori elettronici”.
"La forma è l'incognita, non le tensioni!": l'intera opera di Sergio Musmeci si è svolta attorno al concetto della ricerca della forma, anzi la ricerca di forme minimali, cioè quelle che rispondono alla loro funzione strutturale impegnando la minima quantità di materia. Una forma continua è una forma organica, moderna proprio perché "rappresenta la soluzione, in un'unica struttura, di forze ed equilibri che discendono da un complesso molto più ampio di eventi".
Per Musmeci esisteva una sola quantità minima di materia con cui una struttura poteva essere realizzata, una volta determinato il sistema delle forze esterne. Tale "forma ideale" era considerata un'invariante, un riferimento rispetto al quale sviluppare le successive elaborazioni per consentire a tale forma di divenire oggetto concreto, valutando tutti gli elementi reali, quali le sollecitazioni esterne e la loro dislocazione nello spazio, la natura del suolo e i materiali utilizzati.
A partire da un procedimento duale, in base al quale si assegna un certo regime tensionale e si ricava la forma idonea a realizzarlo, nello specifico del viadotto sul Basento "le volte sottili, in virtù della loro forma particolare, tendono alla realizzazione di un regime tensionale di compressione uniforme in tutte le direzioni, che rappresenta, a sua volta, la condizione più favorevole per un razionale ed economico sfruttamento del conglomerato". Musmeci, nel processo di progettazione, seguì approcci di natura diversa: quello empirico, con lo studio del comportamento di modelli fisici; quello analitico, su modelli matematici al continuo; quello geometrico, basato sulla statica grafica; quello numerico agli elementi finiti. Egli usava questi metodi in modo non sequenziale, presentando le prove sperimentali come convalida dei calcoli. 
La forma della volta è dunque scaturita da un lungo percorso progettuale.
In particolare sono stati realizzati più modelli: dapprima uno studio realizzato con una pellicola di soluzione saponata mista a glicerina formata tra fili di cotone per abbozzare la forma, poi è stata tesa perpendicolarmente una membrana di neoprene per realizzare un secondo modello che riproduce un sostegno del ponte e le due semiarcate adiacenti.
Il successivo modello in metacrilato, su scala 1:100, di due campate complete, costruito dal Laboratorio di Ricerche su Modelli della Facoltà di Ingegneria di Roma, ha consentito lo studio dell'elasticità per perfezionare la forma. Tale modello, lungo 1,40 metri, completo di impalcato e con i bordi rinforzati, venne poi sottoposto a diverse condizioni di carico, misurando le deformazioni tramite estensimetri elettrici.
Si passò quindi alla fase esecutiva, dopo le approvazioni di tutti gli enti interessati: il Consorzio per l'Area Industriale di Potenza, la Cassa per il Mezzogiorno, il Consiglio Superiore dei Lavori Pubblici, le Ferrovie dello Stato. Prima dell'esecuzione, il Consiglio Superiore dei Lavori Pubblici chiese la realizzazione di un modello di due campate in microcalcestruzzo e in scala 1:10, lungo circa 14 metri per i test di carico, che fu costruito presso l'Istituto Modelli e Strutture di Bergamo (ISMES). Su di esso fu effettuata una sperimentazione per la verifica della resistenza: il ponte fu sottoposto a carico di diverse tonnellate a mezzo di martinetti idraulici. Le prove effettuate confermarono i risultati dei calcoli e permisero di determinare con esattezza la forma della volta e la geometria dei bordi. La progettazione del viadotto era cominciata da un paio di anni quando, nel 1968, la Cassa per il Mezzogiorno approvò il progetto di massima e ne finanziò la realizzazione.

## Realizzazione

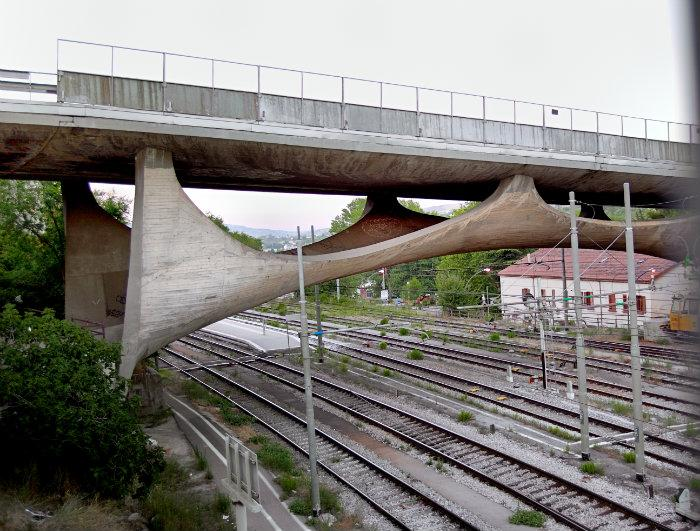
L'attraversamento del fascio ferroviario di Potenza Centrale

L'appalto dei lavori fu affidato nel 1970 all'Impresa Edilstrade Forlì-Castrocaro. Direttore dei lavori, l'ingegnere Gilberto Flamigni. La realizzazione del Viadotto sul Basento richiese molto tempo sin dalla fase progettuale, poiché l'opera era basata su una ricerca sperimentale di Musmeci e su un cantiere che non presentava i parametri standard dell'edilizia del tempo. Suscitò molte discussioni e non pochi furono gli impedimenti che, a livello locale, ostacolarono la costruzione dell'opera.
Il ponte è stato costruito senza fare uso di elementi prefabbricati, ma direttamente con gettate di calcestruzzo, quindi ogni parte del viadotto venne realizzata sul posto e fu necessario sperimentare forme e lavorazioni insolite, tipiche di un cantiere navale. Le fondazioni furono eseguite su pali di un metro di diametro. Le spalle poggiano su 15 pali di un metro di diametro, integrati da 144 paletti in acciaio. La volta venne costruita cominciando dalle parti situate direttamente sulle fondazioni; successivamente furono eseguite le singole campate con reimpiego dei casseri. Per la costruzione furono impiegati normali casseri in legname sostenuti da banchinaggi in tubolare. In cantiere fu realizzato un grande tavolato sul quale furono riportate le sezioni della volta per consentire la preparazione delle centinature.
Il progetto originario prevedeva, oltre ad opere di sistemazione dell'area sottostante, la realizzazione di un percorso pedonale di collegamento tra le due volte del Basento, da svilupparsi sulla volta sinusoidale al di sotto dell'impalcato, una passeggiata pedonale a saliscendi sul dorso della membrana che avrebbe aperto prospettive sempre nuovo fra i profili curvi ritagliati nel guscio. Tali opere, però, non sono state realizzate e, nell'area sottostante al ponte e in tutta la zona circostante, sono sorte opere edilizie ed infrastrutturali diversificate e poco qualificate. La costruzione del ponte, che aveva avuto inizio nell'autunno del 1971, si concluse ufficialmente con la prova di carico effettuata il 22 maggio 1975, anno in cui il ponte fu aperto al transito. Per la chiusura burocratica si giunse invece al 25 settembre 1981 con la presentazione della relazione di collaudo statico. L'opera costò all'epoca la somma complessiva di 920 milioni di lire, contro gli iniziali 490 milioni, a causa delle elevate difficoltà tecniche dovute alla complessità delle strutture.

## Riconoscimenti e interventi di riqualificazione
La qualità del progetto del ponte sul Basento di Sergio Musmeci, una delle molteplici risposte dell'ingegneria italiana del dopoguerra ai temi infrastrutturali, dimostra come un'opera strettamente strutturale possa diventare architettura e qualificare l'ambiente in cui è situata. I progetti e le planimetrie sono contenuti nel fondo archivistico Musmeci Sergio e Zanini Zenaide, che nel 1997 venne dichiarato di notevole interesse storico dalla Soprintendenza archivistica per il Lazio e successivamente acquisito nel 2003 dal Ministero per i Beni e le Attività culturali per le collezioni di architettura del XX secolo del MAXXI.
Nel 2003 il Ponte è stato dichiarato dal Ministero per i Beni e le Attività culturali monumento di interesse culturale, vincolo per la prima volta apposto a livello nazionale ad un'opera del '900. Nel dicembre 2017 è stato Costituito a Potenza il Comitato promotore preposto ad ideare, preparare e supportare la candidatura del ponte Musmeci a Patrimonio dell'umanità dell'UNESCO. Del comitato farà parte il figlio di Sergio Musmeci, Paolo, in veste di presidente, mentre il vicepresidente sarà il sindaco del capoluogo lucano, Dario De Luca. Sono soci fondatori del Comitato, in quanto hanno sottoscritto l'atto costitutivo, il Comune di Potenza, il Consorzio per lo Sviluppo industriale della provincia di Potenza, la Soprintendenza ai Beni Artistici e Culturali della Basilicata, l'Associazione Passaggio Ponte.
Per la sua unicità il Ponte Musmeci suscita da sempre grande interesse, ma le sue condizioni attuali, alquanto precarie, destano non poche preoccupazioni. Nell'ottobre del 2017, la Regione Basilicata ha stanziato un finanziamento di tre milioni di euro per il restauro conservativo del ponte. L'intervento integrato prevede il restauro statico, la sistemazione delle aree a verde e la valorizzazione scenografica con attrezzature multimediali luci, audio e video, la predisposizione di un percorso in sicurezza della cavità interiore, quindi la trasformazione del Ponte Musmeci in un grande attrattore turistico. I nuovi finanziamenti sono inseriti nell'Accordo di Programma che disciplina l'Intervento Territoriale Integrato di Sviluppo Urbano della città di Potenza, finanziato dal PO FESR Basilicata 2014-2020. La Fondazione Inarcassa, a cui l'ufficio Pianificazione ha fatto richiesta tramite l'Ordine degli Ingegneri per ottenere le risorse disponibili, ha indetto un concorso di idee per la progettazione dell'intervento.
I finanziamenti si innestano sulle iniziative già intraprese dall'Istituto Nazionale di Architettura, con il MIBACT e con la stessa Regione Basilicata, nell'ambito del Protocollo d'Intesa improntato sui programmi regionali "Vivi una Vita che Vale" e "Viaggio al cuore della Vita", coordinati da Tomangelo Cappelli, con cui si propone un Modello di Sviluppo eticosostenibile, incentrato sulla valorizzazione dei Beni Culturali a sostegno della designazione della città di Matera a Capitale europea della cultura per il 2019.

## Eventi culturali e valorizzazione
Nel luglio 2009, per il progetto "Arte in transito", promosso dall'Associazione Basilicata 1799, il doppio arcobaleno di bandiere colorate di Daniel Buren è stato posto sulle due carreggiate del ponte, come segno di benvenuto all'ingresso e all'uscita dalla città. A Settembre 2012 il ponte ha ospitato la performance "Sur le pont on y danse", spettacolo urbano di danza, musica, teatro e arti plastiche degli artisti-acrobati francesi Les Passegers, come secondo appuntamento autunnale del Festival Città delle cento scale, organizzato dall'Associazione Basilicata 1799.
Nel giugno 2013 I giovani talenti della BMX hanno scelto il Ponte Musmeci per l'ultima tappa del Red Bull Design Quest, lo spettacolare "Bike Trip" che li ha portati alla scoperta dei luoghi simbolici dell'architettura contemporanea italiana.
Fra il giugno e il luglio 2013 l'Associazione Basilicata 1799 e lo studio WOP Architettura e Paesaggio, con la partnership di NUR (gruppo di architetti e sociologi impegnati sul tema della partecipazione), hanno realizzato nell'ambito del Festival Città delle cento scale un workshop articolato in due fasi, "Il giardino sotto il ponte" e "Il giardino in movimento", nei pressi della testata sud del Ponte Musmeci, che ha portato all'allestimento del giardino, uno spazio pubblico che era in stato di abbandono, restituito alla città con la partecipazione attiva dei cittadini.
Nell'ottobre 2014, il Centro Archivi del MAXXI di Roma, a partire dalle opere esposte nella mostra "Strutture Romane. Montuori, Musmeci, Nervi", nell'ambito di un ciclo di incontri sui grandi temi dell'ultimo secolo di storia dell'ingegneria, ha organizzato e ospitato l'iniziativa "Il ponte e la città. Sergio Musmeci a Potenza" con l'intento di promuovere la conservazione e manutenzione sistematica dell'opera d'arte.

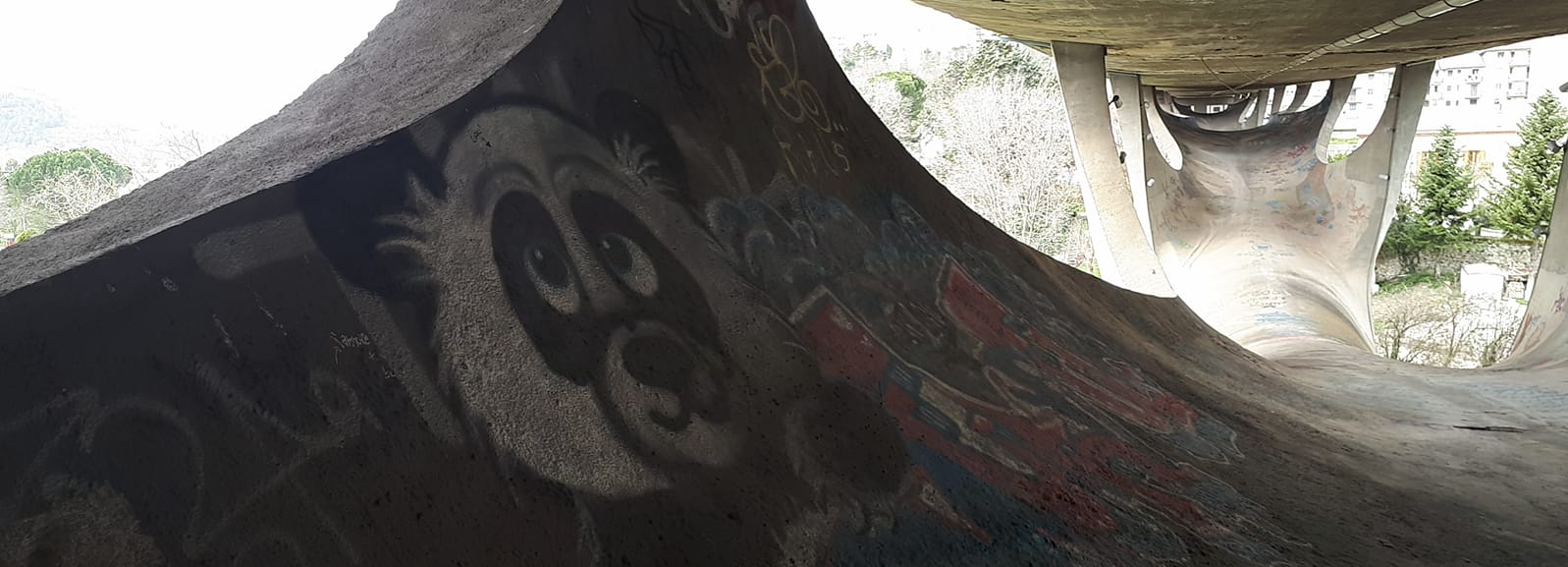
Un particolare della parte interna del Ponte Musmeci con murales

Per celebrare i 40 anni del Ponte, il 22 maggio 2015 ha avuto luogo la cerimonia di inaugurazione delle Luci scenografiche atte a valorizzare le forme scultoree dell'opera, ma anche a sottolinearne l'allora stato di degrado e di abbandono. Inoltre la Regione Basilicata, con il Ministero dei Beni e delle Attività Culturali e del Turismo Direzione della Basilicata, il Comune di Potenza, la Direzione Scolastica Regionale, l'Università degli Studi della Basilicata, il Consorzio ASI e l'Ordine degli Architetti di Basilicata, ha organizzato un evento culturale con il coinvolgimento della società civile e degli studenti delle scuole e dell'università, che hanno riproposto l'abbraccio del Ponte Musmeci con una catena umana e una serie di performance artistiche.
All'Expo 2015 svoltasi a Milano, nello spazio a rotazione del padiglione Italia, la città di Potenza ha scelto di raccontare il proprio territorio e la sua comunità attraverso l'icona del Ponte Musmeci, nel suo rapporto con il fiume e con il paesaggio urbano, rappresentata dall'opera grafico-pittorica di Giulio Giordano, intitolata I tre elementi, che ha enfatizzato le forme inusuali e dinamiche del Ponte, ricreando all'interno della struttura il panorama circostante.
Nel novembre 2015 si è svolta una Visita emozionale del Ponte Musmeci, con illustrazione dei lavori di sistemazione esterna e del giardino, nell'ambito del progetto Interregionale di Sviluppo Turistico "Itinerari interregionali tra siti e villaggi del patrimonio della Civiltà Rupestre" di Regione Puglia e Regione Basilicata, promossa da Mater@Mythos e con la partecipazione dell'IN/ARCH, della Soprintendenza alle Belle Arti, del MiBACT, del Comune di Potenza, del Consorzio Industriale ASI, con l'obiettivo di inserire gli interventi di Restauro e valorizzazione del Ponte Musmeci tra le priorità nella programmazione 2014/2020 e avviare le procedure di inserimento del Ponte nella Lista del Patrimonio Mondiale Unesco.
Nel 2015 è stato prodotto il documentario La ricerca della forma. Il genio di Sergio Musmeci, regia di Vania Cauzillo, soggetto di Sara Lorusso e Michele Scioscia, dalla casa di produzioni cinematografiche di Potenza Effenove, nell'ambito di un bando della Regione Basilicata e della Lucana Film Commission, in collaborazione con MAXXI, Consiglio Nazionale degli Ingegneri, Ordine degli Ingegneri e Consorzio Industriale della Provincia di Potenza. Il documentario attraversa il percorso di ricerca di Sergio Musmeci, utilizzando la computer grafica per spiegarne teorie e progetti. A guidare il racconto è proprio la voce originale dell'ingegnere, recuperata in un'intervista del 1978.

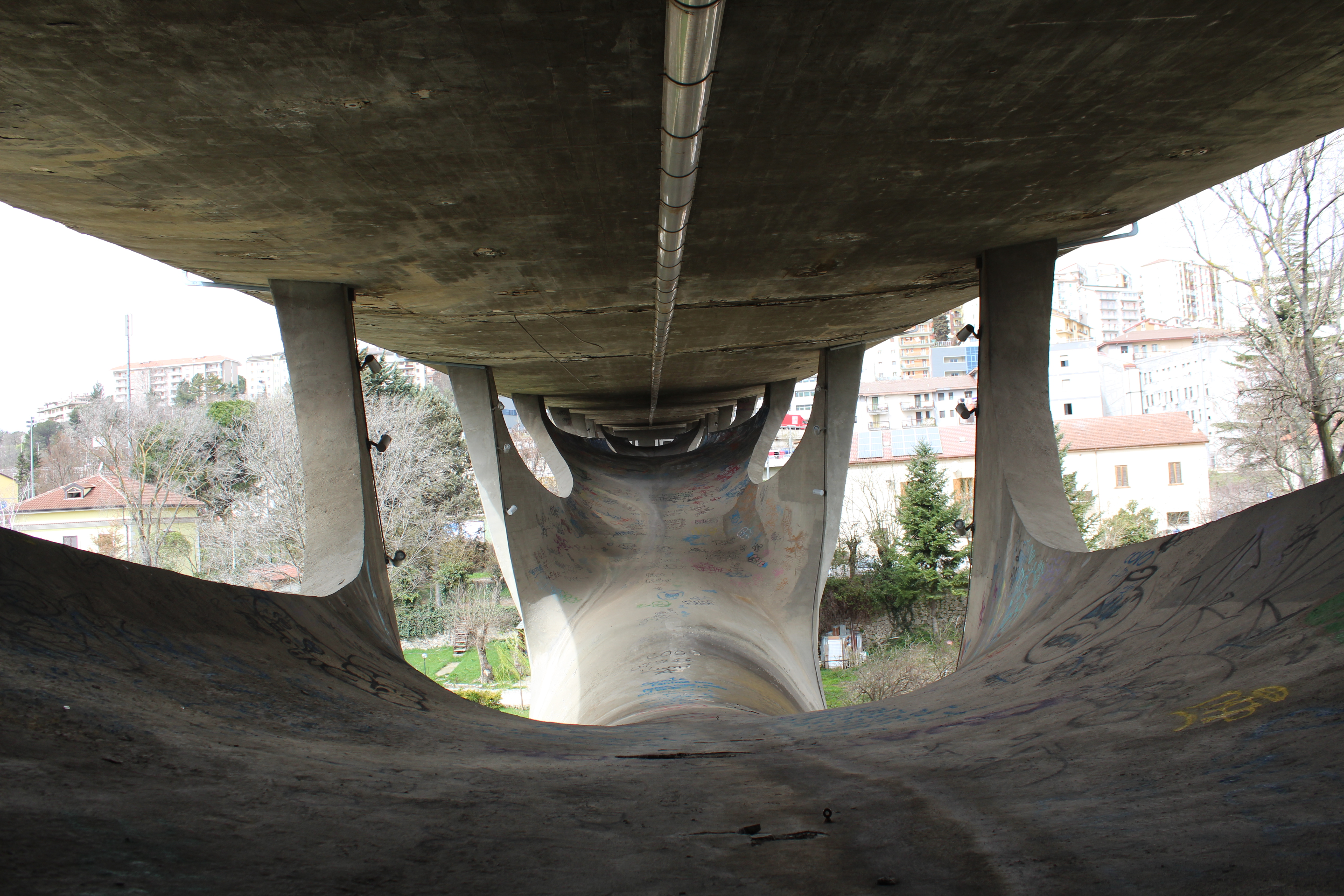
La pancia del Ponte

 Presentato in anteprima al MAXXI di Roma il 29 gennaio 2016 e subito dopo a Potenza presso il Teatro Francesco Stabile, è stato proiettato in diverse sale, tra cui il Museo del Cinema di Lisbona, dove nel marzo 2018 ha vinto il premio nella categoria "Engineering" dello Sci-Doc European Science Tv and New Media Festival and Awards, la manifestazione internazionale che raccoglie le migliori produzioni di divulgazione scientifica per la Tv, il cinema e il web, organizzata da EuroScience, EuroPaws e Apordoc di Lisbona.
Il 19 marzo 2016, il Ponte ha ospitato la manifestazione "AMA: Grande Festa di Prima-Vera Rinascenza dei Valori", organizzata dal Comune di Potenza, dalla Regione Basilicata, dall'Istituto Nazionale di Architettura, dal MIBACT e dal Consorzio Industriale della Provincia di Potenza, con l'adesione del Club Unesco, con la partecipazione delle scuole del capoluogo ai Laboratori Emozionali "Vivi una Vita che Vale". Nell'ambito di questa manifestazione sono stati esposti, lungo le arcate del Ponte, i 20 pannelli della mostra Bruno Zevi e l'Amore per Matera: l'Armonia dell'Architettura per l'Armonia dei Comportamenti, già presentata a Matera nel Circolo La Scaletta. Il 9 settembre 2016, ancora nell'ambito del Festival Città delle cento scale, la pancia del ponte Musmesci ha ospitato la performance di danza urbana acrobatica dei ballerini della compagnia francese Retouramont. 
Nel 2017 è stato pubblicato il volume L'opera d'arte di Potenza. Il ponte di Sergio Musmeci, su iniziativa dell’Ordine degli Ingegneri di Potenza, con la collaborazione del MAXXI, del Consiglio Nazionale Ingegneri e del Consorzio per lo Sviluppo Industriale di Potenza. La pubblicazione, il cui progetto editoriale è stato curato da Effenove, racconta la storia del legame tra la città, il viadotto sul Basento e il suo progettista.

## Nella cultura di massa

### Cinema
- La notte più lunga dell'anno - 2022